# Brian Wilson
Brian Douglas Wilson (Inglewood, 20. lipnja 1942. – Beverly Hills, 11. lipnja 2025.) bio je američki glazbenik, tekstopisac, pjevač i glazbeni producent koji je suosnivač The Beach Boysa. Često nazivan genijem zbog svojih novih pristupa skladanju popa i majstorstva tehnika snimanja, široko je priznat kao jedan od najinovativnijih i najznačajnijih tekstopisaca 20. stoljeća. Njegova najpoznatija djela odlikuju se visokim produkcijskim vrijednostima, složenim harmonijama i orkestracijama, vokalnim slojevima te introspektivnim ili domišljatim temama. Bio je poznat i po svom svestranom glavnom glasu i falsetu, koji je degradirao nakon 1970-ih.
Wilsonovi formativni utjecaji uključivali su Georgea Gershwina, The Four Freshmen, Phila Spectora i Burta Bacharacha. Godine 1961. započeo je svoju profesionalnu karijeru kao član The Beach Boysa, služeći kao tekstopisac, producent, kovokal, basist, klavijaturist i de facto vođa sastava. Nakon što je 1962. potpisao ugovor s Capitol Recordsom, postao je prvi pop-glazbenik kojemu se pripisuje pisanje, aranžiranje, produkcija i izvođenje vlastitog materijala. Također je producirao izvođače kao što su The Honeys i American Spring. Do sredine 1960-ih napisao je ili bio koautor više od dvadeset i četiri hita s američke Top 40 ljestvice, uključujući hitove broj jedan "Surf City" (1963.), "I Get Around" (1964.), "Help Me, Rhonda" (1965.) i "Good Vibrations" (1966.).
Suočen s cjeloživotnim problemima s mentalnim bolestima, Wilson je krajem 1964. doživio živčani slom i odustao od redovitih koncertnih turneja kako bi se usredotočio na pisanje pjesama i produkciju, što je dovelo do djela poput Pet Sounds The Beach Boysa i njegovog prvog samostalnog izdanja "Caroline, No" (oba iz 1966.), kao i nedovršenog albuma Smile. Do kasnih 1960-ih, njegova produktivnost i mentalno zdravlje značajno su opali, što je dovelo do razdoblja obilježenih povučenošću, prejedanjem i zlouporabom droga. Njegov prvi profesionalni povratak donio je gotovo solo album The Beach Boys Love You (1977.). Osamdesetih godina prošlog stoljeća uspostavio je kontroverzno kreativno i poslovno partnerstvo sa svojim psihologom  Eugeneom Landyjem i ponovno pokrenuo solo karijeru istoimenim albumom Brian Wilson (1988.). Wilson se distancirao od Landyja 1991. i redovito je nastupao kao samostalni umjetnik od 1999. do 2022., a album Smile završio je pod nazivom Brian Wilson Presents Smile 2004.
Najavljujući priznanje popularne glazbe kao umjetničke forme, Wilsonova postignuća kao producenta pomogla su započeti eru neviđene kreativne autonomije za izvođače potpisane s izdavačkim kućama. Smatra se važnom figurom mnogih glazbenih žanrova i pokreta, uključujući California sound, art pop, psihodeliju, chamber pop, progresivnu glazbu, punk i sunshine pop. Od 1980-ih, njegov utjecaj proširio se na stilove kao što su post-punk, indie rock, emo, dream pop, Shibuya-kei i chillwave. Dobio je brojne nagrade u industriji, uključujući dvije nagrade Grammy i nagradu Kennedy Center Honors, kao i nominacije za nagradu Zlatni globus i nagradu Emmy za program u udarnom terminu. Uvršten je u Kuću slavnih rock and rolla 1988. i u Kuću slavnih tekstopisaca 2000. godine. Njegov život i karijera dramatizirani su u biografskom filmu Ljubav i milosrđe iz 2014. godine. Umro je 2025. godine od neotkrivenog uzroka.